# Wolfgang Gerhard Pollmer
Wolfgang Gerhard Pollmer (* 21. August 1926 in Wolkenstein (Erzgebirge); † 27. September 2013 in Stuttgart) war ein deutscher Agrarwissenschaftler und Hochschullehrer an der Universität Hohenheim. Er gehörte zu den herausragenden Fachvertretern auf dem Gebiet der speziellen Pflanzenzüchtung insbesondere bei Mais.

## Leben und Wirken
Sein Abitur legte Pollmer nach dem Krieg 1945 in Dresden ab. Nach einer landwirtschaftlichen Lehre in den Jahren 1945 bis 1948 mit abgeschlossener Gehilfenprüfung begann er das Studium der Landwirtschaft an den Universitäten Greifswald und Halle/Saale, das er im Jahr 1951 mit dem Diplom beendete. Die Promotion folgte im Jahr 1956 an der Technischen Universität München als externer Promovent in Weihenstephan.
Im Jahr 1956 kam Pollmer an die Universität Hohenheim als Wissenschaftlicher Assistent von Walther Brouwer an das Institut für Pflanzenbau und Pflanzenzüchtung. Hier schloss er im Jahr 1963 auch seine Habilitation für das Lehrgebiet Pflanzenbau und Pflanzenzüchtung ab. Im Jahr 1967 wurde Pollmer als Professor für Spezielle Pflanzenzüchtung berufen. 
Er war 1960 bis 1991 Leiter der Abteilung Maiszüchtung der Landessaatzuchtanstalt und baute die Maiszuchtanstalt Eckartsweier/Rhein der Universität auf, deren Leiter er bis 1991 ebenfalls war.
In den Jahren 1971 bis 1973 war Pollmer Mitglied des Senats der Universität Hohenheim. 1993 schied er aus dem aktiven Dienst aus.

## Wissenschaftliche Leistungen
Pollmer hat sich auf wissenschaftlichem Gebiet vor allem um die Erforschung des Maisanbaus nachhaltige und international große Anerkennung erworben. 
Er ist der Entwickler 70 geschützter Mais-Inzuchtlinien, die in mehr als 100 Maissorten in Europa und den USA verbreitet sind.

## Mitgliedschaften und Ehrungen
Pollmer war Mitglied zahlreicher internationaler Fachverbände 
- 1967 bis 1969 President of the Northern Committee of the Maiz and Sorghum Section of EUCARPIA
- 1974 bis 1992 Mitglied des Kuratoriums der Deutschen Gesellschaft für Ernährung, der Arbeitsgruppe „Tropische und subtropische Agrarforschung“ der Bundesrepublik Deutschland
- 1981 bis 1989 Mitglied in der Akademie für Landwirtschaftswissenschaften in Paris
- Ehrenmitglied des Deutschen Maiskomitees.
- Das Internationale Agrarforschungszentrum CIMMYT in Mexico benannte zu Ehren des Züchters die ertragsreiche Maissorte „Pollmer“.

## Schriften (Auswahl)
- Wolfgang Gerhard Pollmer: Der Begriff Saatgutwert in experimenteller Nachprüfung.